# Lista nagród i nominacji Roberta De Niro
Lista przedstawia nagrody i nominacje amerykańskiego aktora Roberta De Niro.

## Najważniejsze nagrody i nominacje
| Nagroda Akademii Filmowej | Nagroda Akademii Filmowej | Nagroda Akademii Filmowej | Nagroda Akademii Filmowej       | Nagroda Akademii Filmowej |
| Rok                       | Film                      | Rezultat                  | Kategoria                       |                           |
| ------------------------- | ------------------------- | ------------------------- | ------------------------------- | ------------------------- |
| 1975                      | Ojciec chrzestny II       | Wygrana                   | Najlepszy aktor drugoplanowego  |                           |
| 1977                      | Taksówkarz                | Nominacja                 | Najlepszy aktor pierwszoplanowy |                           |
| 1979                      | Łowca jeleni              | Nominacja                 | Najlepszy aktor pierwszoplanowy |                           |
| 1981                      | Wściekły Byk              | Wygrana                   | Najlepszy aktor pierwszoplanowy |                           |
| 1991                      | Przebudzenia              | Nominacja                 | Najlepszy aktor pierwszoplanowy |                           |
| 1992                      | Przylądek strachu         | Nominacja                 | Najlepszy aktor pierwszoplanowy |                           |

| Nagroda BAFTA | Nagroda BAFTA       | Nagroda BAFTA | Nagroda BAFTA                   | Nagroda BAFTA |
| Rok           | Film                | Rezultat      | Kategoria                       |               |
| ------------- | ------------------- | ------------- | ------------------------------- | ------------- |
| 1976          | Ojciec chrzestny II | Nominacja     | Najlepszy debiut aktorski       |               |
| 1977          | Taksówkarz          | Nominacja     | Najlepszy aktor pierwszoplanowy |               |
| 1979          | Łowca jeleni        | Nominacja     | Najlepszy aktor pierwszoplanowy |               |
| 1982          | Wściekły Byk        | Nominacja     | Najlepszy aktor pierwszoplanowy |               |
| 1984          | Król komedii        | Nominacja     | Najlepszy aktor pierwszoplanowy |               |
| 1990          | Chłopcy z ferajny   | Nominacja     | Najlepszy aktor pierwszoplanowy |               |

| Złoty Glob | Złoty Glob         | Złoty Glob | Złoty Glob                             | Złoty Glob |
| Rok        | Film               | Rezultat   | Kategoria                              |            |
| ---------- | ------------------ | ---------- | -------------------------------------- | ---------- |
| 1976       | Taksówkarz         | Nominacja  | Najlepszy aktor w dramacie             |            |
| 1978       | New York, New York | Nominacja  | Najlepszy aktor w komedii lub musicalu |            |
| 1979       | Łowca jeleni       | Nominacja  | Najlepszy aktor w dramacie             |            |
| 1981       | Wściekły Byk       | Wygrana    | Najlepszy aktor w dramacie             |            |
| 1989       | Ucieczka o północy | Nominacja  | Najlepszy aktor w komedii lub musicalu |            |
| 1991       | Przylądek strachu  | Nominacja  | Najlepszy aktor w dramacie             |            |
| 2000       | Depresja gangstera | Nominacja  | Najlepszy aktor w komedii lub musicalu |            |
| 2001       | Poznaj mojego tatę | Nominacja  | Najlepszy aktor w komedii lub musicalu |            |

| Nagroda Gildii Aktorów Filmowych | Nagroda Gildii Aktorów Filmowych | Nagroda Gildii Aktorów Filmowych | Nagroda Gildii Aktorów Filmowych | Nagroda Gildii Aktorów Filmowych |
| Rok                              | Film                             | Rezultat                         | Kategoria                        |                                  |
| -------------------------------- | -------------------------------- | -------------------------------- | -------------------------------- | -------------------------------- |
| 1997                             | Pokój Marvina                    | Nominacja                        | Najlepsza obsada filmowa         |                                  |

## Inne nagrody i nominacje
| Saturn | Saturn       | Saturn    | Saturn                       | Saturn |
| Rok    | Film         | Rezultat  | Kategoria                    |        |
| ------ | ------------ | --------- | ---------------------------- | ------ |
| 1988   | Harry Angel  | Nominacja | Najlepszy aktor drugoplanowy |        |
| 1994   | Frankenstein | Nominacja | Najlepszy aktor drugoplanowy |        |

| American Comedy Awards | American Comedy Awards | American Comedy Awards | American Comedy Awards                         | American Comedy Awards |
| Rok                    | Film                   | Rezultat               | Kategoria                                      |                        |
| ---------------------- | ---------------------- | ---------------------- | ---------------------------------------------- | ---------------------- |
| 2000                   | Depresja gangstera     | Nominacja              | Najśmieszniejszy aktor w roli pierwszoplanowej |                        |
| 2001                   | Poznaj mojego tatę     | Nominacja              | Najśmieszniejszy aktor w roli pierwszoplanowej |                        |

| American Movie Awards | American Movie Awards | American Movie Awards | American Movie Awards           | American Movie Awards |
| Rok                   | Film                  | Rezultat              | Kategoria                       |                       |
| --------------------- | --------------------- | --------------------- | ------------------------------- | --------------------- |
| 1980                  | Łowca jeleni          | Nominacja             | Najlepszy aktor pierwszoplanowy |                       |

| Międzynarodowy Festiwal Filmowy w Berlinie | Międzynarodowy Festiwal Filmowy w Berlinie | Międzynarodowy Festiwal Filmowy w Berlinie | Międzynarodowy Festiwal Filmowy w Berlinie                | Międzynarodowy Festiwal Filmowy w Berlinie |
| Rok                                        | Film                                       | Rezultat                                   | Kategoria                                                 |                                            |
| ------------------------------------------ | ------------------------------------------ | ------------------------------------------ | --------------------------------------------------------- | ------------------------------------------ |
| 2007                                       | Dobry agent                                | Nominacja                                  | Złoty Niedźwiedź dla najlepszego filmu                    |                                            |
| 2007                                       | Dobry agent                                | Wygrana                                    | Srebrny Niedźwiedź za wybitny wkład artystyczny (z ekipą) |                                            |

| Blockbuster Entertainment Awards | Blockbuster Entertainment Awards | Blockbuster Entertainment Awards | Blockbuster Entertainment Awards | Blockbuster Entertainment Awards |
| Rok                              | Film                             | Rezultat                         | Kategoria                        |                                  |
| -------------------------------- | -------------------------------- | -------------------------------- | -------------------------------- | -------------------------------- |
| 2000                             | Depresja gangstera               | Wygrana                          | Najlepsza obsada w komedii       |                                  |
| 2001                             | Poznaj mojego tatę               | Nominacja                        | Najlepszy aktor w komedii        |                                  |

| Boston Society of Film Critics Awards | Boston Society of Film Critics Awards | Boston Society of Film Critics Awards | Boston Society of Film Critics Awards | Boston Society of Film Critics Awards |
| Rok                                   | Film                                  | Rezultat                              | Kategoria                             |                                       |
| ------------------------------------- | ------------------------------------- | ------------------------------------- | ------------------------------------- | ------------------------------------- |
| 1981                                  | Wściekły Byk                          | Wygrana                               | Najlepszy aktor pierwszoplanowy       |                                       |

| Christopher Awards | Christopher Awards | Christopher Awards | Christopher Awards       | Christopher Awards |
| Rok                | Film               | Rezultat           | Kategoria                |                    |
| ------------------ | ------------------ | ------------------ | ------------------------ | ------------------ |
| 1997               | Pokój Marvina      | Wygrana            | Najlepsza obsada filmowa |                    |

| Fotogramas de Plata | Fotogramas de Plata | Fotogramas de Plata | Fotogramas de Plata                   | Fotogramas de Plata |
| Rok                 | Film                | Rezultat            | Kategoria                             |                     |
| ------------------- | ------------------- | ------------------- | ------------------------------------- | ------------------- |
| 1982                | Wściekły Byk        | Nominacja           | Najlepszy aktor w filmie zagranicznym |                     |
| 1978                | Taksówkarz          | Wygrana             | Najlepszy aktor w filmie zagranicznym |                     |

| Los Angeles Film Critics Association | Los Angeles Film Critics Association | Los Angeles Film Critics Association | Los Angeles Film Critics Association | Los Angeles Film Critics Association |
| Rok                                  | Film                                 | Rezultat                             | Kategoria                            |                                      |
| ------------------------------------ | ------------------------------------ | ------------------------------------ | ------------------------------------ | ------------------------------------ |
| 1976                                 | Taksówkarz                           | Wygrana                              | Najlepszy aktor pierwszoplanowy      |                                      |
| 1980                                 | Wściekły Byk                         | Wygrana                              | Najlepszy aktor pierwszoplanowy      |                                      |

| MTV Movie Awards | MTV Movie Awards   | MTV Movie Awards | MTV Movie Awards                               | MTV Movie Awards |
| Rok              | Film               | Rezultat         | Kategoria                                      |                  |
| ---------------- | ------------------ | ---------------- | ---------------------------------------------- | ---------------- |
| 2001             | Poznaj mojego tatę | Wygrana          | Najlepszy cytat filmowy                        |                  |
| 2001             | Poznaj mojego tatę | Nominacja        | Najlepszy duet filmowy (z Benem Stillerem)     |                  |
| 1999             | Ronin              | Nominacja        | Najlepszy cytat filmowy                        |                  |
| 1997             | Fan                | Nominacja        | Najlepszy czarny charakter                     |                  |
| 1992             | Przylądek strachu  | Nominacja        | Najlepszy aktor pierwszoplanowy                |                  |
| 1992             | Przylądek strachu  | Nominacja        | Najlepszy czarny charakter                     |                  |
| 1992             | Przylądek strachu  | Nominacja        | Najlepszy pocałunek filmowy (z Juliette Lewis) |                  |

| National Board of Review | National Board of Review | National Board of Review | National Board of Review        | National Board of Review |
| Rok                      | Film                     | Rezultat                 | Kategoria                       |                          |
| ------------------------ | ------------------------ | ------------------------ | ------------------------------- | ------------------------ |
| 1980                     | Wściekły Byk             | Wygrana                  | Najlepszy aktor pierwszoplanowy |                          |
| 1990                     | Przebudzenia             | Wygrana                  | Najlepszy aktor pierwszoplanowy |                          |

| National Society of Film Critics | National Society of Film Critics | National Society of Film Critics | National Society of Film Critics | National Society of Film Critics |
| Rok                              | Film                             | Rezultat                         | Kategoria                        |                                  |
| -------------------------------- | -------------------------------- | -------------------------------- | -------------------------------- | -------------------------------- |
| 1974                             | Ulice nędzy                      | Wygrana                          | Najlepszy aktor drugoplanowy     |                                  |
| 1977                             | Taksówkarz                       | Wygrana                          | Najlepszy aktor pierwszoplanowy  |                                  |

| New York Film Critics Circle Awards | New York Film Critics Circle Awards | New York Film Critics Circle Awards | New York Film Critics Circle Awards | New York Film Critics Circle Awards |
| Rok                                 | Film                                | Rezultat                            | Kategoria                           |                                     |
| ----------------------------------- | ----------------------------------- | ----------------------------------- | ----------------------------------- | ----------------------------------- |
| 1974                                | Uderzaj powoli w bęben              | Wygrana                             | Najlepszy aktor drugoplanowy        |                                     |
| 1977                                | Taksówkarz                          | Wygrana                             | Najlepszy aktor pierwszoplanowy     |                                     |
| 1980                                | Wściekły Byk                        | Wygrana                             | Najlepszy aktor pierwszoplanowy     |                                     |
| 1990                                | Chłopcy z ferajny Przebudzenia      | Wygrana                             | Najlepszy aktor pierwszoplanowy     |                                     |

| Sant Jordi Awards | Sant Jordi Awards                 | Sant Jordi Awards | Sant Jordi Awards           | Sant Jordi Awards |
| Rok               | Film                              | Rezultat          | Kategoria                   |                   |
| ----------------- | --------------------------------- | ----------------- | --------------------------- | ----------------- |
| 1986              | Dawno temu w Ameryce Zakochać się | Wygrana           | Najlepszy zagraniczny aktor |                   |

| Nagroda Satelita | Nagroda Satelita | Nagroda Satelita | Nagroda Satelita                                   | Nagroda Satelita |
| Rok              | Film             | Rezultat         | Kategoria                                          |                  |
| ---------------- | ---------------- | ---------------- | -------------------------------------------------- | ---------------- |
| 2001             | Siła i honor     | Nominacja        | Najlepszy aktor drugoplanowy w filmie dramatycznym |                  |

| Theater World Awards | Theater World Awards    | Theater World Awards | Theater World Awards | Theater World Awards |
| Rok                  | Film                    | Rezultat             | Kategoria            |                      |
| -------------------- | ----------------------- | -------------------- | -------------------- | -------------------- |
| 1987                 | Cuba and His Teddy Bear | Wygrana              | Nagroda specjalna    |                      |

## Nagrody specjalne

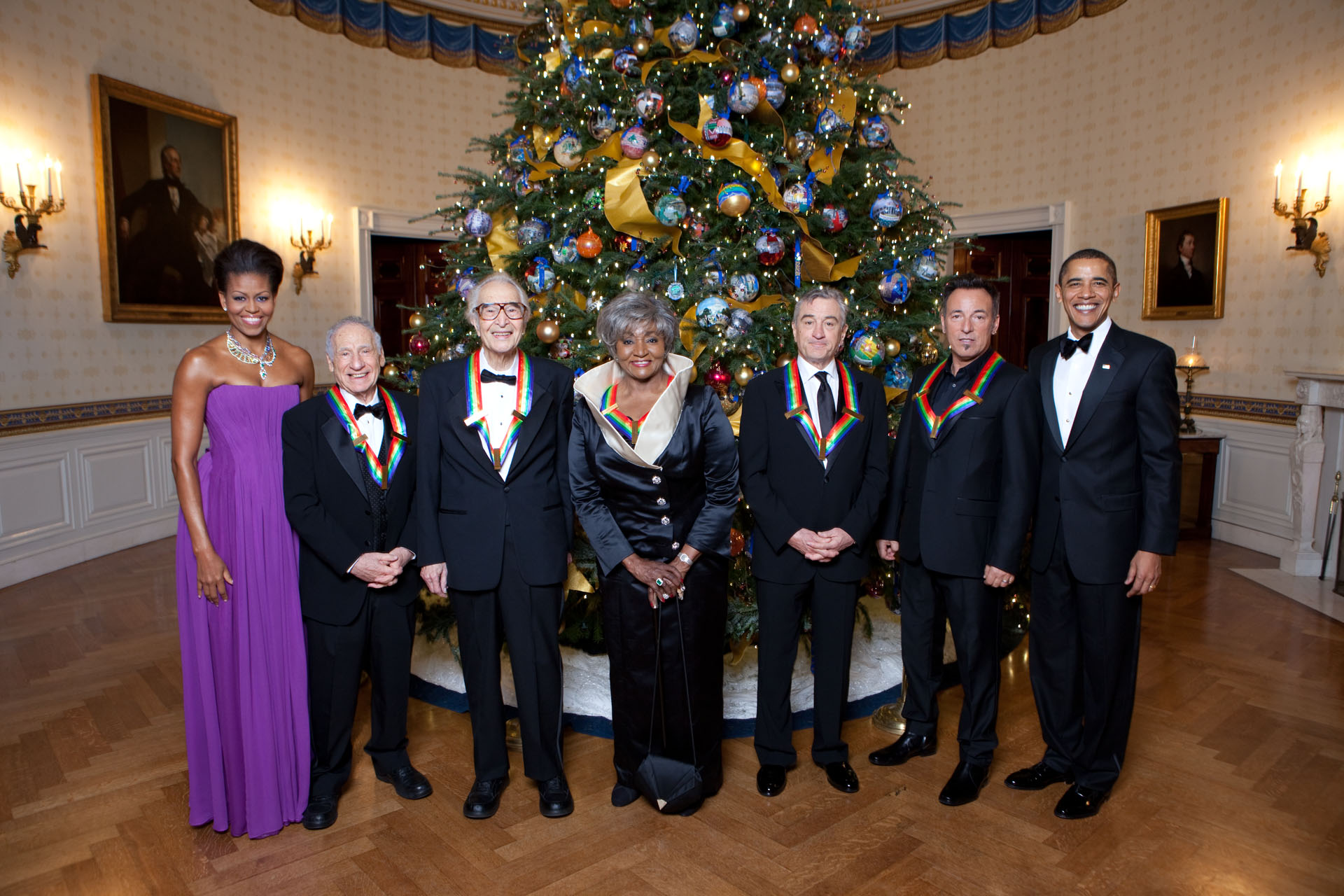
DeNiro, trzeci z prawej, otrzymujący wyróżnienie Kennedy Center w Białym Domu, w 2009 roku.

| Rok  | Ceremonia                                       | Nagroda                                              |
| ---- | ----------------------------------------------- | ---------------------------------------------------- |
| 1979 | Hasty Pudding Theatricals                       | Człowiek roku                                        |
| 1993 | Międzynarodowy Festiwal Filmowy w Wenecji       | Honorowy Złoty Lew                                   |
| 1997 | Międzynarodowy Festiwal Filmowy w Moskwie       | Nagroda specjalna za wkład w światową kinematografię |
| 2000 | Międzynarodowy Festiwal Filmowy w San Sebastián | Nagroda specjalna za wyjątkowe dokonania filmowe     |
| 2000 | Międzynarodowy Festiwal Filmowy w Berlinie      | Nagroda specjalna za wyjątkowe dokonania filmowe     |
| 2001 | Gotham Awards                                   | Nagroda specjalna za wyjątkowe dokonania filmowe     |
| 2003 | American Film Institute                         | Nagroda specjalna za wyjątkowe dokonania filmowe     |
| 2004 | Directors Guild of America                      | Nagroda specjalna za wyjątkowe dokonania filmowe     |
| 2008 | Goldene Kamera                                  | Nagroda specjalna za wyjątkowe dokonania filmowe     |
| 2008 | Festiwal Filmowy w Karlowych Warach             | Kryształowy Globus                                   |
| 2009 | Kennedy Center Honors                           | Nagroda honorowa                                     |

## Pozostałe
Lista przedstawia nagrody, honory i pozycje rankingowe, które De Niro otrzymał od stron internetowych, magazynów i stacji telewizyjnych.
| Honor |
| --- |
| 2. miejsce na liście największych gwiazd kina w historii według widzów brytyjskiej telewizji Channel 4.                                    |
| 34. pozycja w zestawieniu największych gwiazd filmowych wszech czasów według Entertainment Weekly.                                         |
| 5. miejsce na liście stu największych gwiazd kina w historii według magazynu Empire.                                                       |
| 78. miejsce na liście 100 najbardziej wpływowych postaci show biznesu w 2002 roku według Premiere.                                         |
| Najlepszy aktor w historii według odwiedzających witrynę FilmFour.com.                                                                     |
| Wprowadzony do Italian-American Hall of Fame w 2002 roku.                                                                                  |
| 1. miejsce na liście najlepszych żyjących aktorów według Empire.                                                                           |
| 38. miejsce na liście stu największych gwiazd kina w historii według magazynu Premiere.                                                    |
| Rola Jake’a La Motty we Wściekłym Byku (1980) zajęła 10. pozycję na liście 100 najlepszych filmowych wystąpień w historii według Premiere. |
| Rola Travisa Bickle'a w Taksówkarzu (1976) zajęła 42. pozycję na liście 100 najlepszych filmowych wystąpień w historii według Premiere.    |
| Travis Bickle z Taksówkarza (1976) zajął 22. miejsce w zestawieniu 100 najlepszych filmowych postaci według Premiere.                      |
| Słowa De Niro: „You talkin' to me?” zajęły 10. pozycję na liście 100 najlepszych cytatów filmowych według American Film Institute.         |